# Michel Daignault
Michel Daignault (Montréal, 22 giugno 1966) è un ex pattinatore di short track canadese.

## Palmarès
- Giochi olimpici:

Albertville 1992: argento nei 1.000 m; argento nella staffetta 5.000 m
- Campionati mondiali di short track:

Montréal 1987: oro nella classifica generale;
Solihull 1989: oro nella classifica generale;